# Voyeurisme
Pour les articles homonymes, voir Voyeur.
 Mise en garde médicale
Le voyeurisme est un terme à connotation morale et pénale, qui décrit un comportement ou une tendance « voyeuriste », c’est-à-dire basé sur l'attirance à observer l'intimité ou la nudité d'une personne ou d'un groupe de personnes dans des conditions particulières en cherchant à y éprouver une jouissance et/ou une excitation (délectation voyeuriste). Les pratiques voyeuristes peuvent prendre plusieurs formes, mais leur caractéristique principale est que le voyeur n'interagit pas directement avec son sujet, celui-ci ignorant souvent qu'il est observé. Le « voyeur » est souvent représenté observant la situation de loin, en regardant par une ouverture, un trou de serrure ou en utilisant des moyens techniques comme des jumelles, un miroir, une caméra, etc.
Le comportement qui consiste à être attiré par le fait de voir son partenaire avoir des relations sexuelles, avec une autre personne, s'appelle candaulisme.
Par extension, on parle de voyeurisme du téléspectateur face à des images ou événements touchant des personnes humaines dans leur intimité ou dans leur chair (exemples célèbres : agonie de la jeune Colombienne Omayra Sánchez, exécution des époux Elena et Nicolae Ceaușescu).

## Droit par pays

### Loi belge
"Le voyeurisme consiste à observer ou faire observer une personne ou réaliser ou faire réaliser un enregistrement visuel ou audio de celle-ci,
- directement ou par un moyen technique ou autre;
- sans le consentement de cette personne ou à son insu;
- alors que cette personne est dénudée ou se livre à une activité sexuelle explicite; et
- alors que cette personne se trouve dans des circonstances où elle peut raisonnablement considérer qu'elle est à l'abri des regards indésirables.

Par personne dénudée, on entend la personne qui, sans son consentement ou à son insu, montre une partie de son corps, laquelle, en raison de son
intégrité sexuelle, aurait été gardée cachée si cette personne avait su qu'elle était observée ou faisait l'objet d'un enregistrement visuel ou audio.
Cette infraction est punie d'un emprisonnement de 6 mois à 5 ans.
Le voyeurisme existe dès qu'il y a commencement d'exécution."

### Loi canadienne
En droit pénal canadien, le voyeurisme est une infraction criminelle définie à l'article 162 du Code criminel :

« 162 (1) Commet une infraction quiconque, subrepticement, observe, notamment par des moyens mécaniques ou électroniques, une personne — ou produit un enregistrement visuel d’une personne — se trouvant dans des circonstances pour lesquelles il existe une attente raisonnable de protection en matière de vie privée, dans l’un des cas suivants :
a) la personne est dans un lieu où il est raisonnable de s’attendre à ce qu’une personne soit nue, expose ses seins, ses organes génitaux ou sa région anale ou se livre à une activité sexuelle explicite;
b) la personne est nue, expose ses seins, ses organes génitaux ou sa région anale ou se livre à une activité sexuelle explicite, et l’observation ou l’enregistrement est fait dans le dessein d’ainsi observer ou enregistrer une personne;
c) l’observation ou l’enregistrement est fait dans un but sexuel
[…]
162 (5) Quiconque commet une infraction prévue aux paragraphes (1) ou (4) est coupable :
a) soit d’un acte criminel passible d’un emprisonnement maximal de cinq ans;
b) soit d’une infraction punissable sur déclaration de culpabilité par procédure sommaire. »

L'Association du Barreau canadien avait proposé la création d'une infraction de voyeurisme en 2002 en réaction à la présence croissante des technologies de l'information et plus particulièrement d'Internet dans la société contemporaine.

### Loi française
Le 3 août 2018, l'article 16 de la loi no 2018-703 sanctionne le délit de voyeurisme dans le cadre de la loi renforçant la lutte contre les violences sexuelles et sexistes dans le code pénal français. La loi, inscrite dans la section « De l'atteinte à la vie privée », dispose ainsi que :

« Le fait d'user de tout moyen afin d'apercevoir les parties intimes d'une personne que celle-ci, du fait de son habillement ou de sa présence dans un lieu clos, a caché à la vue des tiers, lorsqu'il est commis à l'insu ou sans le consentement de la personne, est puni d'un an d'emprisonnement et de 15 000 € d'amende. »

De plus, la peine s'élève à deux ans d'emprisonnement et 30 000 € d'amende si l'infraction s'accompagne des circonstances aggravantes suivantes :

« # Lorsqu'ils sont commis par une personne qui abuse de l'autorité que lui confèrent ses fonctions ;
1. Lorsqu'ils sont commis sur un mineur ;
2. Lorsqu'ils sont commis sur une personne dont la particulière vulnérabilité, due à son âge, à une maladie, à une infirmité, à une déficience physique ou psychique ou à un état de grossesse, est apparente ou connue de leur auteur ;
3. Lorsqu'ils sont commis par plusieurs personnes agissant en qualité d'auteur ou de complice ;
4. Lorsqu'ils sont commis dans un véhicule affecté au transport collectif de voyageurs ou dans un lieu destiné à l'accès à un moyen de transport collectif de voyageurs ;
5. Lorsque des images ont été fixées, enregistrées ou transmises. »

Ainsi, le revenge porn et l'upskirting constituent deux formes de ce délit d'atteinte à la vie privée, aggravé par l'enregistrement et la diffusion des images de l'infraction.